# Палаццо-Канавезе
Палаццо-Канавезе (итал. Palazzo Canavese) — коммуна в Италии, располагается в регионе Пьемонт, в провинции Турин.
Население составляет 782 человека (2008 г.), плотность населения составляет 156 чел./км². Занимает площадь 5 км². Почтовый индекс — 10010. Телефонный код — 0125.
Покровителем коммуны почитается святой Генезий Римский, празднование 25 августа.

## Демография
Динамика населения:

## Администрация коммуны
- Официальный сайт: